# Armand de Pitteurs-Hiegaerts
Armand Louis Théodore de Pitteurs-Hiegaerts (Ordingen, 10 augustus 1837 - Brussel, 14 juli 1924) was een Belgisch senator en burgemeester.

## Biografie

### Familie
Armand de Pitteurs-Hiegaerts was een telg uit de familie de Pitteurs. Hij was een zoon van Charles de Pitteurs-Hiegaerts, burgemeester van Ordingen, provincieraadslid van Limburg en volksvertegenwoordiger, en Marie-Henriette van Houtem. Hij was een neef van baron Antoine de Pitteurs-Hiegaerts, gemeenteraadslid van Sint-Truiden, lid van de Provinciale Staten van Limburg, provincieraadslid van Limburg en senator, baron Edmond de Pitteurs-Hiegaerts, diplomaat, en baron Henri de Pitteurs-Hiegaerts, gemeenteraadslid van Sint-Truiden, provincieraadslid van Limburg, volksvertegenwoordiger en gouverneur van Limburg.
Hij trouwde in 1867 in Chançay met Marie-Louise Valleteau de Chabrefy (1844-1922). Ze kregen een zoon en twee dochters. Met het overlijden van zijn zoon Adrien de Pitteurs-Hiegaerts (1875-1948) is de lijn van naamdragers in deze tak uitgestorven.
Samen met zijn broers Léon en Ernest werd hij in 1876 in de adel werden opgenomen met de erfelijke titel van baron.

### Loopbaan
De Pitteurs-Hiegaerts werd in 1869 gemeenteraadslid en burgemeester van Rijkel en oefende dit ambt uit tot in 1878.
In 1901 volgde hij de overleden Emile Van Hoorde op als katholiek provinciaal senator voor Luxemburg en vervulde dit mandaat tot in 1921.